# Collegio femminile Beth Rivkah

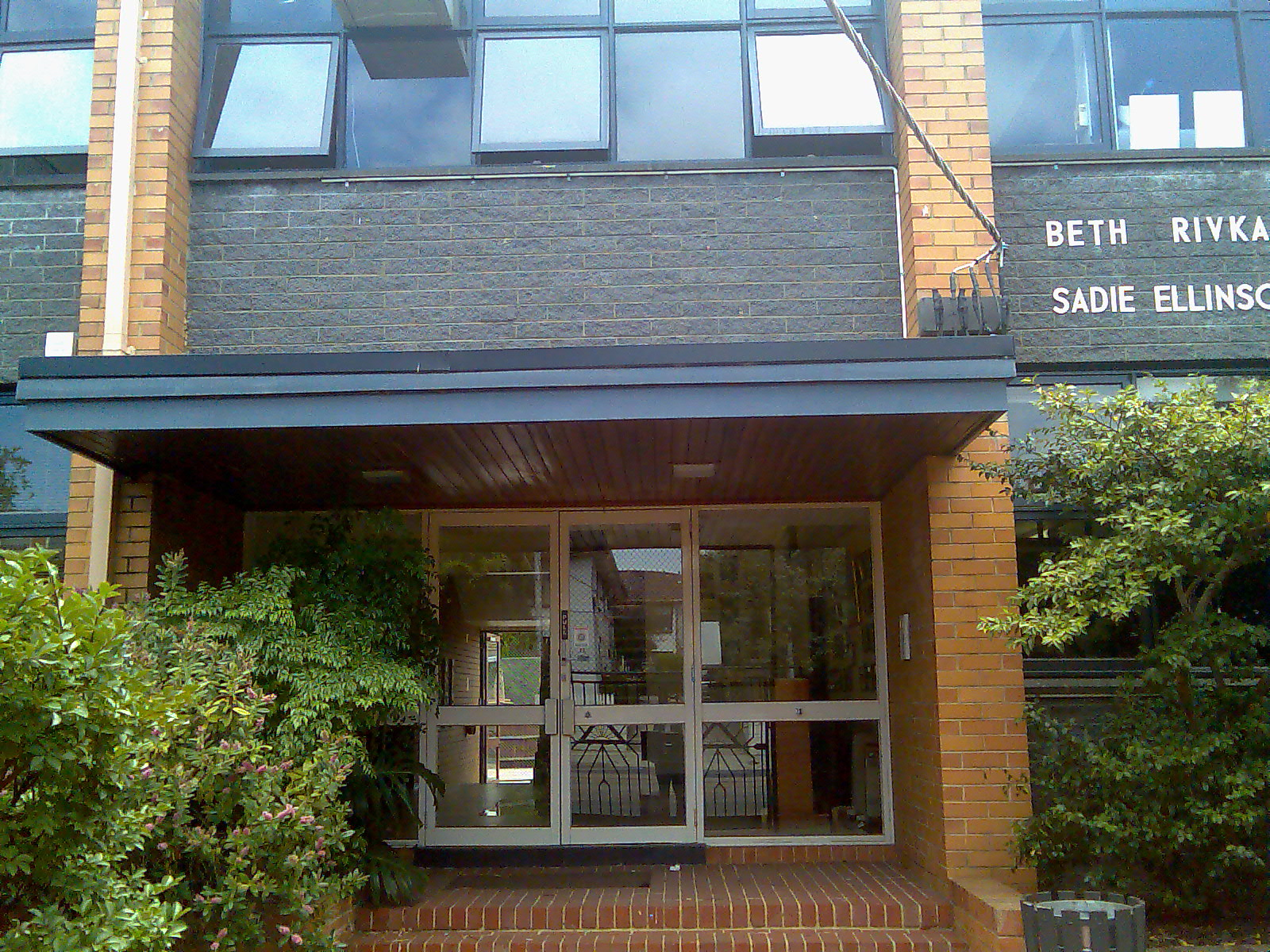
L'entrata principale della scuola superiore

Beth Rivkah Ladies College o Beth Rivkah Lubavitch, in italiano: Collegio femminile Beth Rivka è una scuola esclusivamente femminile di denominazione ebraico-ortodossa che va dall'asilo al 12º anno di studi superiori, con sede a Melbourne (Australia), in Balaclava Road, East St Kilda. La scuola è gestita dal movimento chassidico Chabad-Lubavitch, tramite il suo Centro Yeshivah di Melbourne.
Poiché include un programma di studi didatticamente completo, offre la possibilità di iscrivere alunne di estrazione non religiosa i cui genitori altrimenti non accetterebbero di farle frequentare. Permette inoltre di fornire un'istruzione ebraico-ortodossa a quelle studentesse i cui genitori desiderano di far loro acquisire un'istruzione anche secolare. La maggioranza delle studentesse proviene da famiglie non aderenti al movimento Chabad. La scuola è rinomata per la sua eccellente preparazione accademica e le sue diplomate terminano gli studi con punteggi elevati, secondo il sistema australiano di punteggio.

## Amministrazione e politiche
La scuola è stata fondata nel 1956 da rabbi Menachem Mendel Schneerson, il rebbe Lubavitcher (con l'assistenza di Moshe Zalman Feiglin, Yehoshua Shneur Zalman Serebryanski e altri) ed è ufficialmente sotto il suo patrocinio, i suoi auspici e alla sua memoria.
Quale filiale del Centro Yeshivah, la scuola è gestita da rabbi Yitzchok Dovid Groner e Shmuel Gurevitch è il preside della scuola media superiore.
Sebbene le studentesse della scuola siano in prevalenza ebree Ashkenazi, con un notevole gruppo di chassidim e altre ebree Haredi, Gurevitch ha stabilito che, quando si parla ebraico, esso venga parlato con la pronuncia dell'ebraico moderno. Secondo Gurevitch, tale regola rende la scuola più accogliente per quelle studentesse non-osservanti o minimamente osservanti, che si identificano maggiormente con la pronuncia moderna. Ha anche affermato di averne parlato con Rabbi Schneerson, che a suo tempo acconsentì.
La scuola fa parte di una più vasta rete di istituti del Centro Yeshivah, che include anche un'associazione giovanile, corsi di studi ebraici, campi estivi ed escursioni, e altre iniziative a beneficio della comunità ebraica di Melbourne.